# Norbert Trandafir
Norbert Trandafir (n. Târgu Mureş, 8 de febrero de 1988) es un nadador rumano de ascendencia húngara.

## Biografía
Nadó en los Juegos Olímpicos de Pekín 2008 en los 50 y 100 m libre, además de en el 4 x 100 estilos, quedando en posición 43, 50 y 13 respectivamente. Dos años después, en el Campeonato Europeo de Natación de 2012, ganó la medalla de bronce en los 100 m libre. Meses después participó en los Juegos Olímpicos de Londres 2012 en los 50 m libre —posición 16— y en los 100 m libre —posición 17—. Después nadó en el Campeonato Mundial de Natación de 2013 y en el Campeonato Europeo de Natación de 2014, quedando en ambos sin medalla. Hasta la fecha es el nadador que ostenta el récord nacional de Rumania en los 50 y 100 m libre, y en los 50 m mariposa.

## Marcas personales
- Actualizado a 27 de agosto de 2014.

| Estilo        | Tiempo | Competición                |
| 50 m libre    | 21.98  | Campeonato Mundial de 2013 |
| 100 m libre   | 48.75  | Campeonato Mundial de 2009 |
| 50 m mariposa | 24.26  | Campeonato Mundial de 2009 |